# Tech Global University
 (mai 2025).
 (septembre 2024).
La mise en forme du texte ne suit pas les recommandations de Wikipédia : il faut le « wikifier ».
Les points d'amélioration suivants sont les cas les plus fréquents. Le détail des points à revoir est peut-être précisé sur la page de discussion.
- Les titres sont pré-formatés par le logiciel. Ils ne sont ni en capitales, ni en gras.
- Le texte ne doit pas être écrit en capitales (les noms de famille non plus), ni en gras, ni en italique, ni en « petit »…
- Le gras n'est utilisé que pour surligner le titre de l'article dans l'introduction, une seule fois.
- L'italique est rarement utilisé : mots en langue étrangère, titres d'œuvres, noms de bateaux, etc.
- Les citations ne sont pas en italique mais en corps de texte normal. Elles sont entourées par des guillemets français : « et ».
- Les listes à puces sont à éviter, des paragraphes rédigés étant largement préférés. Les tableaux sont à réserver à la présentation de données structurées (résultats, etc.).
- Les appels de note de bas de page (petits chiffres en exposant, introduits par l'outil «  Source ») sont à placer entre la fin de phrase et le point final[comme ça].
- Les liens internes (vers d'autres articles de Wikipédia) sont à choisir avec parcimonie. Créez des liens vers des articles approfondissant le sujet. Les termes génériques sans rapport avec le sujet sont à éviter, ainsi que les répétitions de liens vers un même terme.
- Les liens externes sont à placer uniquement dans une section « Liens externes », à la fin de l'article. Ces liens sont à choisir avec parcimonie suivant les règles définies. Si un lien sert de source à l'article, son insertion dans le texte est à faire par les notes de bas de page.
- La présentation des références doit suivre les conventions bibliographiques. Il est recommandé d'utiliser les modèles {{Ouvrage}}, {{Chapitre}}, {{Article}}, {{Lien web}} et/ou {{Bibliographie}}. Le mode d'édition visuel peut mettre en forme automatiquement les références.
- Insérer une infobox (cadre d'informations à droite) n'est pas obligatoire pour parachever la mise en page.

Pour une aide détaillée, merci de consulter Aide:Wikification.
Si vous pensez que ces points ont été résolus, vous pouvez retirer ce bandeau et améliorer la mise en forme d'un autre article.
 (septembre 2024).
TECH Global University est un groupe d'universités privées à caractère international et numérique, qui propose des diplômes propres et officiels de premier, deuxième et troisième cycle en ligne,. Son catalogue universitaire comprenant un total de plus de 14 000 programmes universitaires proposés dans 11 langues différentes, dont des licences, des doctorats, des mastères avancés, des mastères spécialisés, des certificats avancés, des programmes de perfectionnement des cadres supérieurs, des cours de langue sanctionnés par un diplôme et bien d'autres encore. Fonctionne comme une université en ligne dans 150 pays d'Europe, d'Amérique, d'Afrique, d'Asie et d'Océanie.

## Histoire
TECH Global University a été fondée en 2005 par une équipe de professionnels et d'universitaires de haut niveau dans le domaine de l'enseignement universitaire en Europe. Sa nature numérique a orienté sa proposition éducative vers un environnement entièrement en ligne, en utilisant une méthodologie innovante et efficace qui s'éloigne des paradigmes traditionnels. L'institution est organisée comme un groupe international d'universités numériques privées, qui se concentre sur la formation continue et postuniversitaire. Ce groupe est dirigé par Tech Education Rights & Technologies SL, une entreprise technologique à capital espagnol.
La société mère de TECH a été reconnue par le Financial Times comme l'une des 200 entreprises à la croissance la plus rapide en Europe en 2017 et 2018.
En février 2019, l'université a conclu un accord stratégique avec Harvard Business Publishing, devenant ainsi la première université en ligne à intégrer les cas de la Harvard Business School dans son offre académique.
Depuis 2020, le prestigieux magazine Forbes a reconnu TECH plusieurs années de suite comme "la meilleure université numérique au monde".
En février 2022, TECH a signé un accord pluriannuel avec la National Basketball Association, devenant ainsi l'université en ligne officielle de la NBA.
En 2023, TECH a reçu le prix Google Partner Premier, une distinction accordée aux 3 % d'entreprises les plus performantes au monde.
Actuellement, TECH est une université officielle en Espagne, en Andorre, au Mexique, au Costa Rica, en Tanzanie et au Maroc.

## Facultés et Écoles
TECH Global University distribue ses programmes éducatifs dans vingt facultés en ligne et deux écoles de troisième cycle. Ils proposent des doctorats, des licences, des mastères avancés, des mastères spécialisés, des mastères hybrides, des formations pratiques, des certificats avancés, des certificats, des programmes de perfectionnement des cadres supérieurs, des cours de langues, des cours de langues individuels en ligne, des cours de langues en groupe en ligne, et des certifications de capacitation linguistique.

## Méthode pédagogique
TECH Global University utilise le système Relearning comme méthodologie d'apprentissage, qui repose sur la réitération ciblée de concepts clés. Il s'agit d'un système d'apprentissage répété dans le temps, autogéré par l'élève et dirigé par un enseignant professionnel, dans le but d'aider l'élève à surmonter la courbe de l'oubli établie par le psychologue allemand Hermann Ebbinghaus.
Relearning est combiné avec les cas de la Harvard Business School après avoir conclu un accord avec Harvard Business Publishing pour incorporer ce matériel avec d'autres ressources d'apprentissage, y compris des simulations en ligne, des notes techniques ou des articles d'actualité sur les affaires.

## Enseignement
TECH dispose d'un corps professoral de plus de 6 000 enseignants de renommée internationale. Des professeurs, des chercheurs et des hauts responsables de multinationales, parmi lesquels figurent Isaiah Covington, entraîneur des Boston Celtics, Magda Romanska, chercheuse principale au MétaLAB de Harvard, Ignacio Wistumba, président du département de pathologie moléculaire translationnelle au MD Anderson Cancer Center, et D.W Pine, directeur de la création du magazine TIME, entre autres,. Le taux d'employabilité des diplômés est de 99 % au cours de la première année suivant la fin de leurs études.

## Partenariats stratégiques
TECH a établi des partenariats stratégiques avec des organisations, des entreprises et des universités, dans le but d'offrir une qualité éducative adaptée aux besoins du milieu professionnel. Parmi ces collaborations, se distingue son accord avec le Groupe HM Hospitales, à travers lequel a été lancé le plus grand centre de Formation Professionnelle au monde. Cet accord permet aux étudiants d'accéder à 38 Cycles de Niveau Moyen et Supérieur, dans des domaines tels que la Santé ou les Services Socioculturels et à la Communauté, entre autres, via un apprentissage digital. Cet accord garantit également aux étudiants de réaliser des stages pratiques de haut niveau dans le réseau d’hôpitaux HM, considéré comme l'un des meilleurs centres de santé d'Espagne. 
TECH a également signé des accords avec des associations internationales telles que la National Basketball Association (NBA) et Harvard Business Publishing. En outre, des accords de collaboration ont été établis avec d'autres universités: Universidad FUNDEPOS (Costa Rica), Université euro-méditerranéenne de Fès (Maroc) et Ruaha Catholic University (Tanzanie). Tout cela dans le but d'élargir son rayonnement et de renforcer son offre académique.

## Sièges
TECH dispense des diplômes de premier, deuxième et troisième cycle en ligne à l’échelle internationale. Pour cela, l’université dispose de différents sièges dans divers pays afin de fournir un soutien en présentiel à tout étudiant qui en aurait besoin . Depuis ces mêmes installations, l’université effectue des tâches administratives, pédagogiques et de gestion institutionnelle, employant plus de 1 800 personnes réparties dans différents pays. Les sièges de l'université se trouvent à : 
- Avenida Taco 164, Tenerife (Espagne)
- Calle Rosa de Lima, Edificio Alba, 1er étage, bureau 103, Madrid (Espagne)
- Calle Gascó Oliag, 4 entresuelo 1, Valence (Espagne)
- Avda. Ejército Nacional, 843B, Corp. Antara I, 5e étage, bureau 013, Mexico (Mexique)
- Avinguda Tarragona, No. 58, Andorre-la-Vieille (Andorre)
- Avenida Luis María Campos 1061, 6e étage, Buenos Aires (Argentine)
- Carrera 67 #11-43, Bogotá (Colombie)
- Via Martiri dei Lager, 92, Pérouse (Italie)
- 23e étage, Pet Plans Tower, Makati (Philippines)
- Bureau 409AB, City Bay, Boat Club Rd, Pune (Inde)
- Avenue Ibn al Haytam, Quartier Administratif, Bureau nº15, Tanger (Maroc)
- Paseo de Colón, Torre Mercedes, Coca Cola, 11e étage, San José (Costa Rica)

## TECH École de Langues
TECH possède la plus grande école de langues en ligne au monde, offrant un large éventail de cours, de classes en ligne individuelles et en groupe, ainsi que des examens conçus pour tous les niveaux du Cadre européen commun de référence pour les langues (A1, A2, B1, B2, C1 et C2) en allemand, chinois, espagnol, français, anglais, italien, portugais et russe. Chacun de ses programmes est structuré pour préparer les étudiants à réussir ces examens . De plus, TECH se distingue en tant que pionnière dans l'offre de diplômes de master dans diverses spécialités linguistiques, avec des approches spécialisées en Médecine, Soins Infirmiers, Droit et Affaires. Elle propose également une grande variété de programmes avancés, y compris des mastères avancés, des mastères spécialisés, des certificats avancés et des certificats, tous orientés vers l'enseignement des langues, ainsi que vers la Traduction et l'Interprétation. 